# Xã Stephenson, Michigan
Xã Stephenson (tiếng Anh: Stephenson Township) là một xã thuộc quận Menominee, tiểu bang Michigan, Hoa Kỳ. Năm 2010, dân số của xã này là 670 người.